# Pyöriäsaari (ö i Kymmenedalen)
Pyöriäsaari är en ö i Finland. Den ligger i sjön Ruokojärvi och i kommunen Kouvola i den ekonomiska regionen  Kouvola ekonomiska region  och landskapet Kymmenedalen, i den södra delen av landet, 150 km nordost om huvudstaden Helsingfors. Öns area är 1,1 hektar och dess största längd är 170 meter i sydöst-nordvästlig riktning.